# Margo Wendt
Margo Wendt (geb. Margarita Alexandrowna Pietschugina; * 29. Mai 1907 in Jekaterinburg; † 21. Mai 1978 in Senftenberg) war eine russischstämmige deutsche Malerin und Grafikerin.

## Leben und Werk
Um zu studieren, ging Margarita Pietschugina aus dem sowjetischen Swerdlowsk nach Deutschland und studierte von 1925 bis 1930 an der Kunstgewerbe- und Handwerkerschule Berlin. Dort lernte sie 1928 Günther Wendt kennen, den sie 1933 heiratete. Zwischen 1935 und 1943 wurde sie Mutter von zwei Töchtern und zwei Söhnen. Wie ihr Mann arbeitete sie nach dem Studium in Senftenberg freischaffend, jeder mit einem eigenen Atelier.
Nach dem Ende des Zweiten Weltkrieges war Margo Wendt für die Sowjetische Militäradministration Dolmetscherin im Senftenberger Krankenhaus. Weil sie nach ihrem Studium nicht in die Sowjetunion zurückgegangen und auch in Nazi-Deutschland geblieben war, wurde sie 1946 „wegen Verrat der Heimat“ vom KGB verhaftet und zu 25 Jahren Zwangsarbeit in einem GULAG in Sibirien verurteilt. Ihre Familie erhielt in dieser Zeit kein Lebenszeichen von ihr. 1955 wurde sie entlassen und ging nach Senftenberg zurück. Wie allen, die ein solches Schicksal hatten, wurde ihr verboten, über die Lager-Zeit zu sprechen.
Die Jahre der Trennung hatten zur Folge, dass das Paar nicht mehr zusammenfand. Es blieb aber künstlerisch verbunden und erhielt später auch eine gemeinsame Grabstelle auf dem Alten Friedhof Senftenberg.
Margo Wendt arbeitete in Senftenberg wieder als Malerin und Grafikerin und wurde in den Verband Bildender Künstler der DDR aufgenommen. Sie „schuf Arbeiten für Schulen, für Kindergärten, spielende Kinder, Katzen, Tauben, Materialdrucke heiterer Poesie und in ihren letzten Lebensjahren eindrucksvolle Monotypien – tanzende, singende Bäuerinnen, Balalaikaspieler, Mütter mit Kindern –, Ausdruck ihrer Sehnsucht nach ihrer russischen Heimat …“ Mit Günter Wendt schuf sie für das Vestibül der damaligen III. Oberschule in Hoyerswerda ein Wandbild in Öllasur auf Holz.
Ihre Erlebnisse im GULAG verarbeitete sie in einem „merkwürdig distanziert-lasziven“ Zyklus Frauen im Gulag, zu dem auch das Tafelbild Lagernutte gehört.
Margo und Günther Wendt waren u. a. mit Friedo Solter befreundet.
Werke von Margo Wendt befinden sich u. a. in der Kunstsammlung Lausitz in Senftenberg.

## Ausstellungen

### Einzelausstellungen
- um 1975: Senftenberg, Kleine Galerie (mit Günther Wendt)

#### Postum
- 1997: Senftenberg, Galerie am Schloss („Güther Wendt – Margo Wendt. Malerei und Grafik aus der Kunstsammlung Lausitz“)
- 2004: Senftenberg, Galerie am Schloss (mit Günther Wendt und Gerhard Lampa)
- 2008/09: Cottbus, Verwaltungsgebäude von Vattenfall („Margo und Günther Wendt – Lebenslinien“)

### Ausstellungsbeteiligungen
- 1974: Cottbus, Bezirkskunstausstellung
- Postum 1986: Cottbus, Staatliche Kunstsammlungen („Bekenntnis und Tat“)